# Andreas Zaby

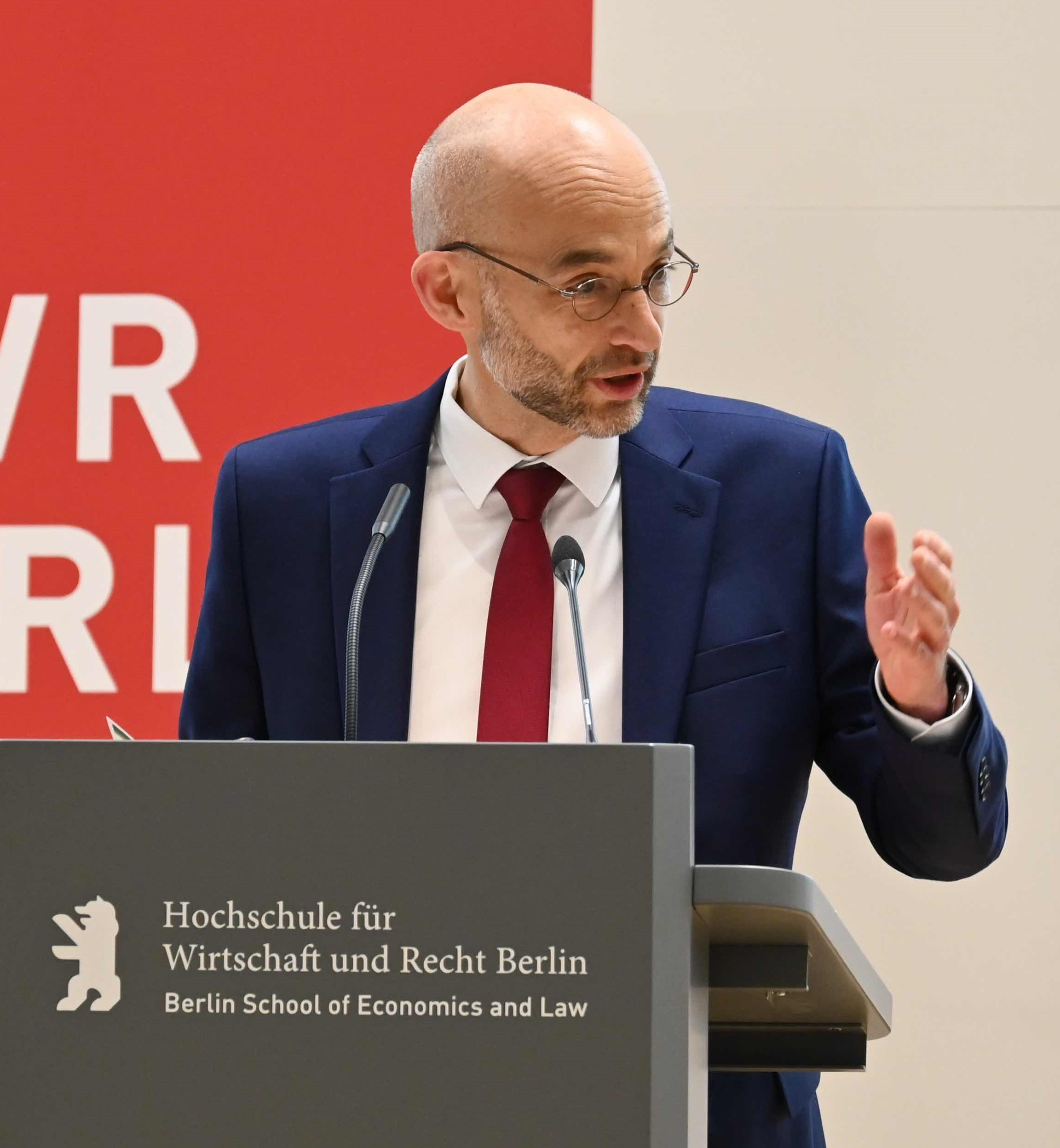
Andreas Zaby (2023)

Andreas Zaby (* 15. September 1968) ist Professor für Betriebswirtschaftslehre und war bis April 2024 Präsident der Hochschule für Wirtschaft und Recht Berlin.

## Leben und Wirken
Zaby studierte von 1989 bis 1994 Betriebswirtschaftslehre an der Universität Bayreuth und an der San Diego State University. 1998 schloss er seine Promotion bei Dodo zu Knyphausen-Aufseß an der Friedrich-Schiller-Universität Jena ab. Er hat die deutsche und US-amerikanische Staatsbürgerschaft.
Zunächst war Zaby als Strategieberater bei Bain & Company in München und Zürich tätig. 2000 war er gründendes Vorstandsmitglied eines biopharmazeutischen Unternehmens.
2008 folgte ein Wechsel an die Hochschule für Wirtschaft und Recht Berlin, wo Zaby als Professor für Internationales Management wirkt. Er lehrt ferner Innovations- und Technologiemanagement sowie Entrepreneurial Finance. Seit 2010 gehört er auch der Hochschulleitung an. Am 1. April 2016 wurde er in das Amt des Präsidenten der Hochschule gewählt, das er bis April 2024 ausübte.
Zaby ist Sprecher der Gruppe der Hochschulen für Angewandte Wissenschaften (HAW) in der Berliner Landeskonferenz der Rektoren und Präsidenten (LKRP). Er ist zudem Vorsitzender der UAS7, einem Bündnis von sieben führenden, forschungsorientierten Fachhochschulen in Deutschland mit internationaler Ausrichtung.

## Mitgliedschaften und Ehrenämter
- seit 2012: Mitglied und bis 2022 stellvertretender Vorsitzender des Beirats Entwicklungszusammenarbeit bei der Senatsverwaltung für Wirtschaft, Energie und Betriebe
- seit 2013: Mitglied und bis 2022 stellvertretender Vorstandsvorsitzender des Asien-Pazifik-Forum Berlin e. V.
- seit 2016: Vorsitzender der UAS7
- seit: 2018 Mitglied des Lenkungsausschusses von GATE-Germany
- 2018: Mitglied des Steering Committee der Konferenz „Going Global“ des British Council
- seit 2019–2024: Mitglied des Board of Trustees der German International University (GIU) in Kairo[6][7]
- seit: 2020: Mitglied des Vorstandes des DAAD

## Schriften (Auswahl)
- mit M. Heitmann, D. Knyphausen-Aufseß und R. Mansel: Auf der Suche nach Einflussfaktoren für die Wahl des Geschäftsmodells - Das Beispiel der Biotech-Industrie. In: T. Bieger, D. Knyphausen-Aufseß, C. Krys (Hrsg.): Innovative Geschäftsmodelle. Springer Verlag, Berlin/Heidelberg 2011, ISBN 978-3-642-18067-5, S. 229–248.
- Orphan Drugs: ten years of experience with the EU-framework on stimulating innovation for treating rare diseases. In: International Journal of Technology, Policy and Management (IJTPM). Band 11, H. 3–4, 2011, S. 291–306. ISSN 1468-4322 doi:10.1504/IJTPM.2011.042088.
- Venture capital after the crisis - strategies for managing risk with a special focus on life science. Financial Markets of Russia and Europe: Strategies of Post-crisis Development, Saint-Petersburg - Russia, 14th April 2011. (= Proceedings of the International Scientific Conference). State University of Economics and Finance (FINEC), St. Petersburg, Russland 2012, ISBN 978-5-4391-0021-7, S. 12–14.
- mit C. Dörrenbächer: Post-acquisition resource redeployment and synergy creation: the case of Heineken's large acquisitions Scottish & Newcastle and FEMSA. In: J. Gammelgaard, C. Dörrenbächer (Hrsg.): The Global Brewery Industry. Markets, Strategies and Rivalries. (= New Horizons in International Business Series). Edward Elgar Publishing, Cheltenham (UK), Northampton, MA (USA) 2013, ISBN 978-1-78100-634-4, S. 223–244.
- Regional integration and innovation policy: ten years of experience with the EU-framework on stimulating innovation for treating rare diseases. In: J. Hémon (Hrsg.): Les integrations régionales: Une approche comparative. Octares Editions, Toulouse 2013, ISBN 978-2-36630-015-4, S. 103–115.
- mit B. Dietz: Beteiligung von Biotechnologie-Unternehmen an der Entwicklung und Zulassung von Orphan Drugs - eine Analyse der Anreizmechanismen. In: Market Access & Health Policy. Band 4, H. 6, 2014, S. 24–27, ISSN 2195-2515
- mit B. Cook: Skill Gaps in Business Education: Fulfilling the Needs of Tech Startups in Berlin. In: Journal of Higher Education Theory and Practice. Band 15, H. 4, 2015, S. 97–112, ISSN 2158-3595
- Internationalisierung der HAW – Perspektiven der Auslandsmobilität. In: Hochschullehrerbund hlb (Hrsg.): 50 Jahre hlb. Festschrift. Nomos, Baden-Baden 2022, ISBN 978-3-7560-0005-0, S. 235–244.